# Horseshoe Falls
Die Horseshoe Falls (deutsch „Hufeisenfälle“), auch Canadian Falls genannt, bilden einen Teil der Niagarafälle. Etwa 90 Prozent des Wassers des Niagara fließen, nach Umleitungen zur Energieerzeugung durch Wasserkraft, über die Horseshoe Falls, die sich zwischen Terrapin Point auf Goat Island im US-Bundesstaat New York und Table Rock in der kanadischen Provinz Ontario befinden.

## Internationale Grenze
Als 1819 der Grenzverlauf zwischen den USA und Kanada im Frieden von Gent bestimmt wurde, lag das nordöstliche Ende der Horseshoe Falls im Bundesstaat New York bei den Terrapin Rocks, die früher über verschiedene Brücken mit Goat Island verbunden waren. 1955 wurde der Bereich zwischen den Felsen und Goat Island aufgefüllt; Terrapin Point entstand. In den frühen 1980er Jahren erweiterte das United States Army Corps of Engineers die Landauffüllung und errichtete Dämme, um das Wasser von Terrapin Point fortzuleiten. Dadurch verschwanden über 100 Meter der Horseshoe Falls.
Gemäß den offiziellen Karten der USA und Kanadas befindet sich ein kleiner Teil der Horseshoe Falls in den Vereinigten Staaten.

## Galerie

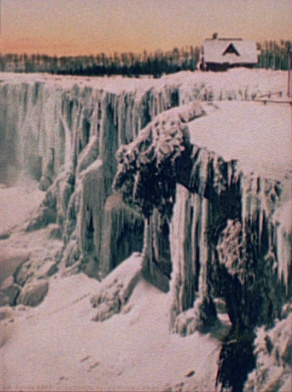
Die gefrorenen Horseshoe Falls, um 1900
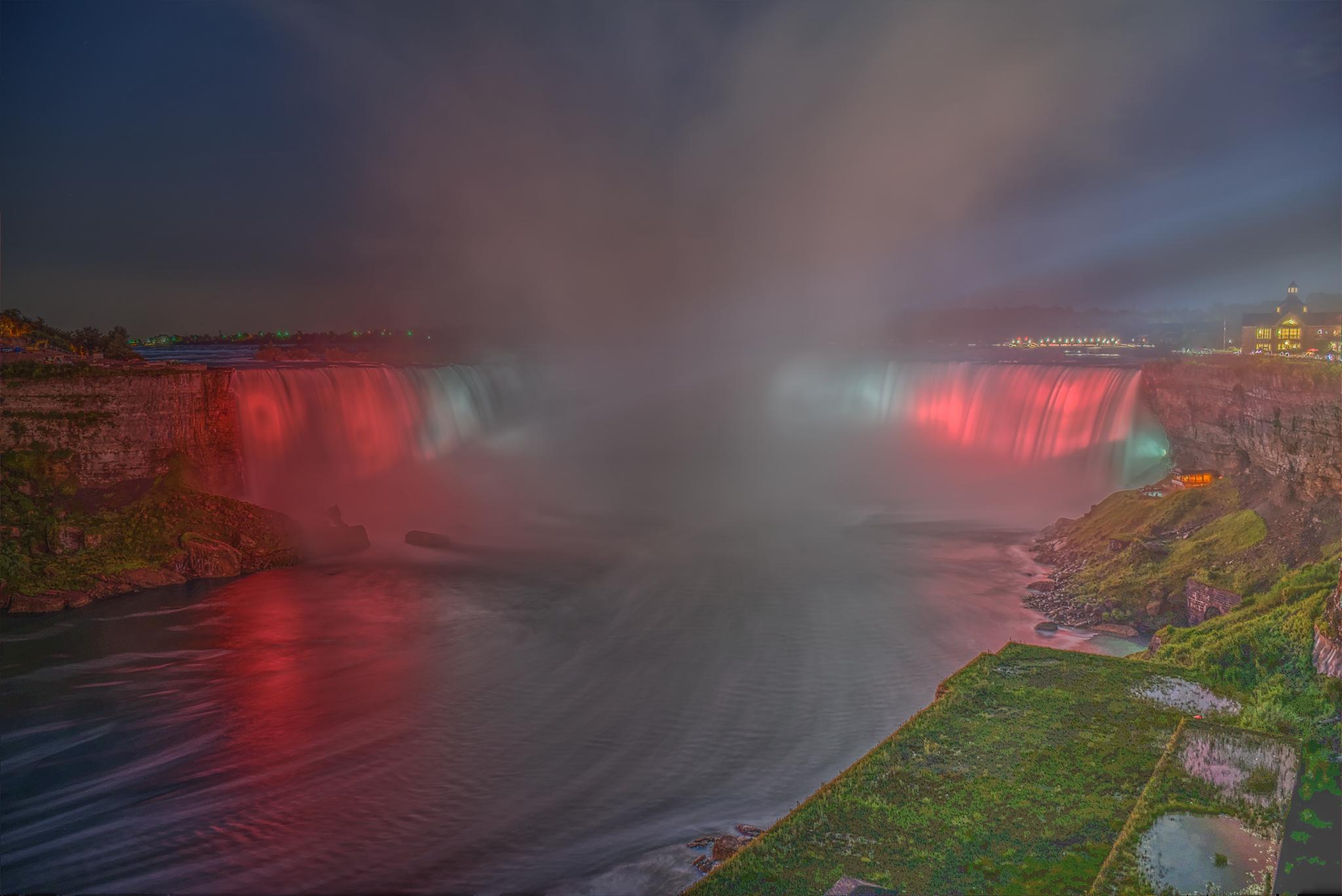
Horseshoe Falls bei Nacht mit Beleuchtung zu touristischen Zwecken
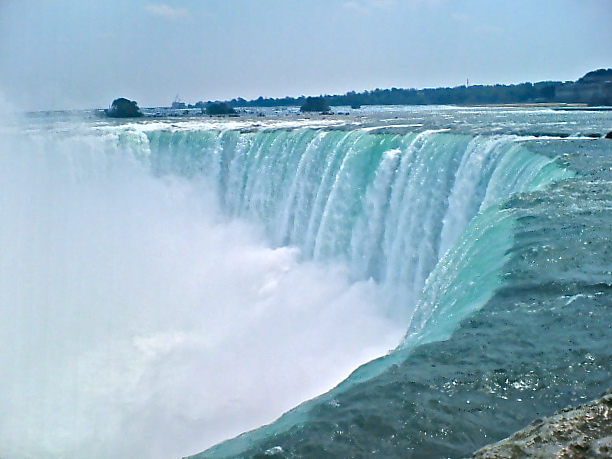
Horseshoe Falls, gesehen vom Table Rock Centre in Niagara Falls, Ontario
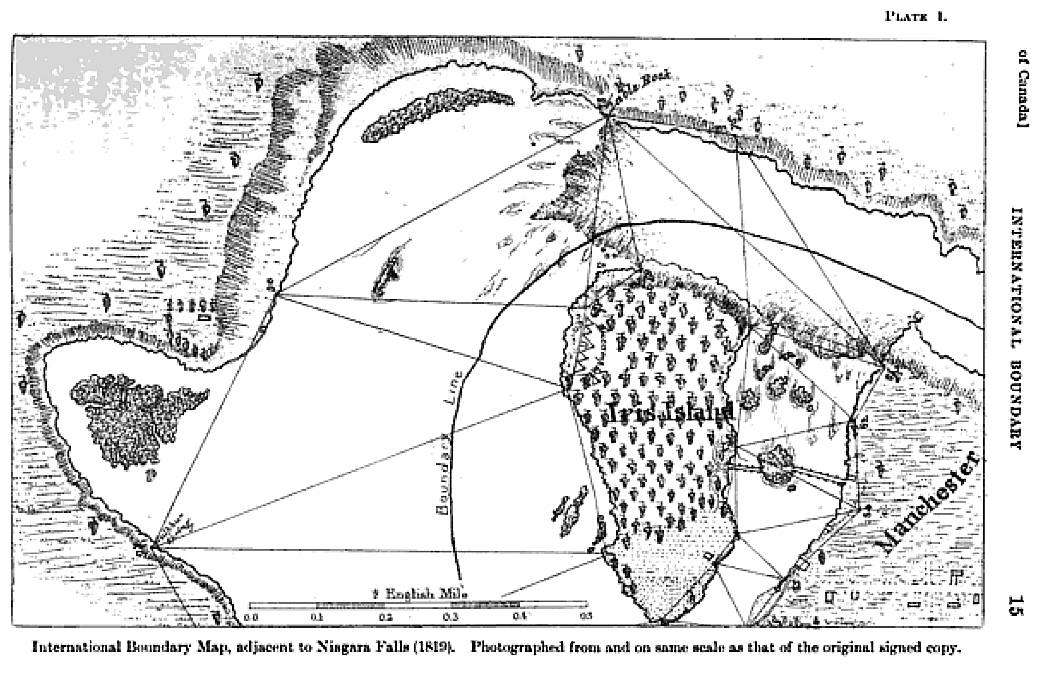
Karte der internationalen Grenze durch die Horseshoe Falls der Boundary Commission von 1819